# Friedrich Gschweidl
Friedrich Fritz Gschweidl (Viena, 13 de desembre de 1901 - Viena, 5 d'abril de 1970) fou un futbolista austríac de la dècada de 1920 i entrenador de futbol.
Fou internacional amb Àustria, formant part de l'anomenat wunderteam. Destacà com a jugador al First Vienna.